# Chanos-Curson
Chanos-Curson é uma comuna francesa na região administrativa de Auvérnia-Ródano-Alpes, no departamento de Drôme. Estende-se por uma área de 8,18 km². Em 2010 a comuna tinha 1 115 habitantes (densidade: 136,3 hab./km²).